# Parafia Świętej Rodziny w Balicach
Parafia Świętej Rodziny w Balicach – parafia rzymskokatolicka, znajdująca się w archidiecezji krakowskiej, w dekanacie Czernichów. 

## Historia
16 stycznia 2005 roku dekretem kard. abpa Franciszka Macharskiego została erygowana parafia w Balicach, z wydzielonego terytorium parafii Morawica. Początkowo msze święte odprawiano w szkole, sklepie, na tzw. „stawie”. Następnie na posesji udostępnionej przez Annę i Artura Tarnowskich , zbudowano tymczasową kaplicę.
20 lipca 2013 roku poświęcono plac pod budowę nowego kościoła. W latach 2013–2023 zbudowano murowany kościół. 15 kwietnia 2023 roku odprawiono pierwszą mszę świętą.
Na terenie parafii jest ok. 2000 wiernych w: Balicach, Burowie i Szczyglicach.
Proboszczowie parafii;
2005– nadal ks. kan. Jerzy Zuber.

## Karmelitanki Dzieciątka Jezus
W 1967 roku w Balicach zakupiono dom od Tacjany Targalskiej, do którego 20 lipca 1967 roku przybyły trzy pierwsze siostry Karmelitanki Dzieciątka Jezus. Po przeprowadzonym remoncie, 6 grudnia 1967 roku dom zakonny został poświęcony. 18 grudnia dekretem prymasa kard. abpa Stefana Wyszyńskiego z Sosnowca do Balic przeniesiono dom generalny Zgromadzenia. Gdy w 1990 roku Zgromadzenie podzielono na trzy prowincje, dom generalny przeniesiono do Marek, a dom w Balicach stał się domem prowincjonalnym.